# 삼성증권 유령주식 사태
삼성증권 유령주식 사태는 삼성증권에서 종업원이 보유한 우리사주에 대한 배당을 잘못하여 막대한 유령주식이 생긴 뒤, 일부 삼성증권 직원이 이 주식을 매도하여 사실상의 무차입 공매도가 일어난 사건이다. 2018년 4월 1주당 1000원을 배당하려다가 1주당 1000주의 주식배당을 잘못 하였다. 